# Peter Moser (Musiker)
Peter Moser (* 31. Mai 1935 in Alpbach) ist ein österreichischer Musiker, Komponist und ehemaliger Spartenleiter für Volks- und Blasmusik im ORF-Landesstudio Tirol. Er gilt als einer der bedeutendsten alpenländischen Volksmusikanten.

## Leben
Peter Moser wuchs als jüngstes von zehn Kindern in Alpbach auf. Im Alter von zehn Jahren begann er den Instrumentalunterricht an der Zither, später erlernte er Harfe, Klarinette, Trompete, Flügelhorn und Akkordeon. In seiner Jugend arbeitete Moser als Landarbeiter am elterlichen Hof und betätigte sich nebenbei als Unterhaltungsmusiker. Moser studierte am Mozarteum Salzburg Kirchenmusik; dort kam er auch mit Tobi Reiser in Kontakt, der den damaligen Zustand der Volksmusikpflege in Tirol kritisierte und Moser dazu veranlasste, sich intensiv mit dieser zu beschäftigen. 1973 wurde Moser als Nachfolger von Florian Pedarnig Spartenleiter für Volks- und Blasmusik im ORF-Landesstudio Tirol; in dieser Funktion war er maßgeblich an der Konzeption der Volksmusiksendungen „Mei liabste Weis“ und „Klingendes Österreich“ beteiligt. 1974 gründete Moser die „Tiroler Kirchtagmusig“. Daneben ist er Mitglied und der „Alpbacher Bläser“ sowie Initiator des „Alpbacher Adventsingens“. Ab 1976 fungierte er zehn Jahre lang als Obmann des Tiroler Volksmusikvereins.
1981 erhielt Moser die Verdienstmedaille, 1996 das Verdienstkreuz des Landes Tirol; 2017 wurde er für sein Engagement um die Bewahrung und Weiterentwicklung der Volksmusik mit dem Tiroler Volkskulturpreis ausgezeichnet. 1998 wurde Moser der Berufstitel „Professor“ verliehen.
Moser ist seit 1957 verheiratet und hat vier Kinder.

## Werk
Peter Moser erfasste und arrangierte Hunderte von Tanzmusikstücken, Bläserweisen, Stücke für Stubenmusik und Lieder. Seine Arrangements werden als stilbildend für die Alpenländische Volksmusik angesehen und zählen heute zum Standardrepertoire von vielen Volksmusikformationen.